# Beilschmiedia bangkae
Beilschmiedia bangkae är en lagerväxtart som beskrevs av André Joseph Guillaume Henri Kostermans. Beilschmiedia bangkae ingår i släktet Beilschmiedia och familjen lagerväxter. Inga underarter finns listade i Catalogue of Life.